# Pteropus hypomelanus
Pteropus hypomelanus es una especie de murciélago de la familia Pteropodidae.

## Distribución geográfica
Se encuentra en Australia, Camboya, Indonesia, Malasia, Maldivas, Birmania, Papúa Nueva Guinea,  Filipinas,  Islas Salomón, Tailandia y Vietnam.